# Dacus obesus
Dacus obesus är en tvåvingeart som beskrevs av Munro 1948. Dacus obesus ingår i släktet Dacus och familjen borrflugor.
Artens utbredningsområde är Kenya. Inga underarter finns listade i Catalogue of Life.